# Yesterday Always Knew
Yesterday Always Knew är den svenska rockgruppen The Maharajas sjätte album, utgivet 2014 på LP/CD av Low Impact Records (Sverige). Inspelningen gjordes i Dustward studios av Stefan Brändström och mixades av Stefan Brändström & The Maharajas.

## Låtlista
1. ”Nothing in Return” (Guttormsson) – 2:45
2. ”Into the Unknown” (Guttormsson) – 2:39
3. ”Yesterday Always Knew” (Guttormsson) – 3:31
4. ”Are You Ready To Shop?” (Lindberg) – 2:31 [3]
5. ”Nine One One” (Lindberg) – 2:56
6. ”Water to Wine” (Lindberg) – 2:30
7. ”Hunch” (Guttormsson) – 3:39
8. ”You're no Use to Me” (Lilja) – 4:10
9. ”Family provider” (Guttormsson) – 3:22
10. ”Hands of Tyme” (Lilja) – 4:36
11. ”Take Me Home” (Guttormsson) – 2:22
12. ”It Doesn't Matter Anymore” (Guttormsson) – 2:05
13. ”Might Not Live Forever” (Guttormsson) – 2:07
14. ”My Mistakes” (Guttormsson) – 3:02

## Medverkande
- Jens Lindberg – gitarr, sång, orgel
- Ulf Guttormsson – basgitarr, sång
- Mathias Lilja – gitarr, sång, orgel
- Jesper Karlsson – trummor